# Milanski derbi
Milanski derbi ali Derbi della Madonnina je vzdevek za tekmo med dvema izmed najuspešnejših italijanskih klubov, AC Milan-om in Inter-jem. Derbi je poleg El Clásica ena izmed najbolj gledanih nogometnih tekem na svetu. Odvija se vsaj dvakrat letno v ligaškem tekmovanju, včasih v italijanskih pokalih ali Ligi prvakov. Igra se na stadionu San Siro oz. Giuseppe Meazza (ime je odvisno od domačega kluba). Najboljši strelec je trenutno Andrij Ševčenko s 14 doseženimi zadetki.